# Île Unga
L'île Unga (Uĝnaasaqax en aléoute) est la plus grande des îles Shumagin, archipel côtier du sud de la péninsule d'Alaska, au sud-ouest de ce même État (États-Unis). Sa superficie est de 442 km², ce qui en fait la 35e plus grande île des États-Unis.
Au recensement de 2000, la population de l'île n'était que d'une personne, mais en 2008 l'île est totalement inhabitée.
L'île Unga était initialement appelée Grekodelierovskoe (Greek Delarov) en l'honneur du capitaine Delarov qui avait exploré la région à la fin du XVIIIe siècle pour le compte de la Russie.